# Wells (Nevada)
Pour les articles homonymes, voir Wells.
Wells est une ville américaine située dans le comté d'Elko, dans l'État du Nevada.
Selon le recensement de 2010, Wells compte 1 292 habitants. La municipalité s'étend sur 6,90 milles carrés (17,87 km2).